# Przymierze terapeutyczne
Przymierze terapeutyczne, przymierze w działaniu lub sojusz roboczy (ang. therapeutic alliance, working alliance) – współpraca pomiędzy psychologiem lub psychoterapeutą a klientem, oparta na wzajemnym zaufaniu i zaangażowaniu. Na przymierze składają się trzy elementy: 
- określenie celów terapii (lub diagnozy psychologicznej)
- określenie zadań służących realizacji tych celów
- budowanie więzi między pacjentem i profesjonalistą

Przymierze w działaniu jest podstawą relacji psychoterapeutycznej (i diagnostycznej). Uważane jest za jeden z najważniejszych czynników skutecznej interwencji psychologicznej. Cele i sposób ich realizacji ustalane są zazwyczaj podczas zawierania kontraktu, ale ich efektywna realizacja zależy od jakości więzi. Przymierze terapeutyczne pozwala na utrzymywanie współdziałania między psychoterapeutą i klientem nawet wówczas, gdy między nimi pojawiają się silne i negatywne emocje.